# Leucoinocybe lenta
Leucoinocybe là một chi nấm thuộc họ Tricholomataceae. Là một chi đơn loài, nó có loài duy nhất Leucoinocybe lenta, có ở châu Âu.